# Claude-François Roux de Raze
Claude-François Roux de Raze, né â Besançon le 20 juin 1758 et mort dans la même ville le 10 août 1834, est un homme politique français. Il a au cours de sa carrière été député, juge, lieutenant général au bailliage de Vesoul et président de l'assemblée des électeurs du tiers.

## Sources
- « Claude-François Roux de Raze », dans Adolphe Robert et Gaston Cougny, Dictionnaire des parlementaires français, Edgar Bourloton, 1889-1891 [détail de l’édition]